# 1989-es amatőr ökölvívó-világbajnokság
Az  5. amatőr ökölvívó-világbajnokságot Moszkvában, a Szovjetunióban rendezték 1989. szeptember 17. – október 1. között. 12 versenyszámban avattak világbajnokot. A küzdelmek egyenes kieséses rendszerben zajlottak, és mindkét elődöntő vesztese bronzérmet kapott.

## Érmesek
- Füzesy Zoltán bronzérmes középsúlyban.
- Hranek Sándor bronzérmes félnehézsúlyban.

| 1989-es amatőr ökölvívó-világbajnokság érmesei |                                  |                                         |                                                                    |
| Versenyszám                                    | Arany                            | Ezüst                                   | Bronz                                                              |
| Szupernehézsúly                                | Roberto Balado (Kuba)            | Alekszandr Mirosnyicsenko (Szovjetunió) | Maik Heydeck (NDK) Ladiszlav Huszarik (Csehszlovákia)              |
| Nehézsúly                                      | Félix Savón (Kuba)               | Jevgenyij Szudakov (Szovjetunió)        | Axel Schulz (NDK) Bert Teuchert NSZK                               |
| Félnehézsúly                                   | Henry Maske (NDK)                | Pablo Romero (Kuba)                     | Nurmagomed Sanavazov (Szovjetunió) Hranek Sándor (Magyarország)    |
| Középsúly                                      | Andrej Kurnyavka (Szovjetunió)   | Ángel Espinosa (Kuba)                   | Füzesy Zoltán (Magyarország) Sven Ottke (NSZK)                     |
| Nagyváltósúly                                  | Israel Akopkokhian (Szovjetunió) | Torsten Schmitz (NDK)                   | Rudel Obreja (Románia) Salem Karim Kabbary (Egyiptom)              |
| Váltósúly                                      | Vastag Ferenc (Románia)          | Siegfried Mehnert (NDK)                 | Raul Marquez (Egyesült Államok) Vlagyimir Erescsenko (Szovjetunió) |
| Kisváltósúly                                   | Igor Ruzsnyikov (Szovjetunió)    | Andreas Otto (NDK)                      | Vukasin Dobrasinović (Jugoszlávia) Michael Carruth (Írország)      |
| Könnyűsúly                                     | Julio González (Kuba)            | Andreas Zülow (NDK)                     | Tonga McClain (Egyesült Államok) Konstantin Tszyu (Szovjetunió)    |
| Pehelysúly                                     | Ajrat Kamatov (Szovjetunió)      | Kirkor Kirkorov (Bulgária)              | Arnaldo Mesa (Kuba) Jamie Nicholson (Ausztrália)                   |
| Harmatsúly                                     | Enrique Carríon (Kuba)           | Szerafim Todorov (Bulgária)             | Li Yong-Ho (Észak-Korea) Luigi Quitadamo (Olaszország)             |
| Légsúly                                        | Jurij Arbacsakov (Szovjetunió)   | Pedro Orlando Reyes (Kuba)              | Li Dwang-Sik (Észak-Korea) Krzisztof Wróblewszki (Lengyelország)   |
| Kislégsúly                                     | Eric Griffin (Egyesült Államok)  | Rogelio Marcelo (Kuba)                  | Kim Dok-Nam (Észak-Korea) Nszan Munczian (Szovjetunió)             |